# Chicago Hope
Chicago Hope var en amerikansk TV-serie som följde arbetet på det fiktiva privatsjukhuset Chicago Hope. Serien sändes mellan åren 1994 och 2000 på CBS.

## I rollerna
- Dr Kathryn "Kate" Austin – Christine Lahti
- Dr Aaron Shutt – Adam Arkin
- Jeffrey Geiger – Mandy Patinkin
- Camille Shutt – Roxanne Hart
- Alan Birch – Peter MacNicol
- Angela – Roma Maffia
- Dr Arthur Thurmond – E.G. Marshall
- Daniel "Danny" Nyland – Thomas Gibson
- Dr Keith Wilkes – Rocky Carroll
- Dr Jack McNeil – Mark Harmon
- Dr Phillip "Phil" Watters – Hector Elizondo